# Hattori Hanzō
Hattori Hanzō (服部 半蔵?; Mikawa, 1541 – 23 dicembre 1596) è stato un samurai giapponese del periodo Sengoku.
Conosciuto anche come Hattori Masanari o Hattori Masashige, salvò la vita di Tokugawa Ieyasu ed ebbe un ruolo chiave nella sua salita al potere e nell'unificazione del Giappone.

## Biografia
Figlio di Hattori Yasunaga, samurai minore a servizio del clan Matsudaira (in seguito Tokugawa), Hanzō, soprannominato "Hanzō il diavolo" (鬼の半蔵?, Oni no Hanzō) per via della sua grandissima abilità di condottiero, servì Tokugawa Ieyasu in maniera leale ed efficace. Si narra che iniziò il suo addestramento sul monte Kurama a nord di Kyoto all'età di 8 anni, divenne un guerriero esperto a 12 anni e riconosciuto come maestro samurai a 18 anni.
Hattori, che combatté la sua prima battaglia all'età di 16 anni, prese parte in seguito alla battaglia di Anegawa (1570) e alla battaglia di Mikatagahara (1572), ma in assoluto giunse alla fama nel 1582, a seguito della morte di Oda Nobunaga.
In quel tempo, Ieyasu e i suoi servi erano accampati vicino ad Osaka, quando vennero a sapere dell'assassinio giusto in tempo per evitare di essere arrestati dai soldati di Akechi Mitsuhide. Ma ancora non erano in salvo. La provincia di Mikawa era ancora molto distante e gli uomini di Akechi stavano passando al setaccio le strade in loro ricerca. Hanzō allora suggerì di prendere la strada attraverso la provincia di Iga, dove aveva legami con il samurai del posto. Inoltre, Ieyasu aveva dato riparo ai sopravvissuti dalla invasione sanguinosa di Nobunaga avvenuta in quella provincia nel 1581 e probabilmente per questo avrebbero ricevuto una buona accoglienza. Honda Tadakatsu mandò Hanzō in avanscoperta, e, come sperato, gli uomini di Iga, non solo si resero disponibili a guidarli verso la via di casa, ma provvidero a fornire anche una scorta. Alla fine, Ieyasu e i suoi uomini tornarono a Mikawa salvi. Lo stesso non si può dire per Anayama Beisetsu, nuovo del gruppo che insistette per prendere un'altra strada.
Il figlio di Hanzō, Masanari, succedendo al padre, prese il titolo di Iwami-no-Kami e i suoi uomini furono designati come guardie del castello di Edo.
Ai nostri giorni sono visibili di quell'epoca, riferibili ad Hanzō, il Palazzo imperiale di Tokyo, in cui è ancora presente l'Hanzō-mon (la Porta di Hanzō), che dà il nome anche alla linea della metropolitana che passa lì vicino.

## Discendenza
Il famoso mangaka Osamu Tezuka era un suo discendente.

## Influenze culturali

### Letteratura
- Il nome di Hanzō appare spesso nei Jidai-geki giapponesi.

### Cinema e televisione
- Un personaggio omonimo di Hattori Hanzō è stato usato nel 2003 da Quentin Tarantino in Kill Bill: Volume 1; nel film, Hanzō è un maestro samurai e un abilissimo forgiatore di spade. L'interprete è l'attore giapponese Sonny Chiba. Anche nella serie televisiva Kage no-Gundan, andata in onda sul canale giapponese di Los Angeles negli anni settanta, compariva il personaggio Hattori Hanzō, ancora interpretato da un allora giovanissimo Sonny Chiba.
- Altro film dove compare ancora una volta la figura di Hattori Hanzō è Shinobi.
- Nella serie televisiva Leverage - Consulenze illegali, alla fine del quattordicesimo episodio della terza stagione, a Elliot viene regalata una spada di Hattori Hanzō.
- Nel film di animazione in stop-motion Kubo e la spada magica (2016), il nome del padre di Kubo è Hanzo ed è un valoroso samurai.
- Compare, interpretato da Kenta Kiritani, nel film del 2023 Kubi.
- La serie Tv House of Ninjas, racconta la storia dei discendenti di Hattori Hanzo

### Manga e anime
- È protagonista del manga Hanzō, la via dell'assassino, di Kazuo Koike e Gōseki Kojima.
- È protagonista del manga ed anime storico Brave 10 di Kairi Shimotsuki, nel quale interpreta un ninja abilissimo e senza scrupoli.
- Il protagonista dell'anime Nino, il mio amico ninja, è una sua parodia col nome cambiato in Hattori Kanzō.
- Appare anche nell'anime d'impostazione storica Sasuke, il piccolo ninja di Sanpei Shirato, appunto come capo ninja ed ostile avversario del clan di Sasuke.
- Hanzō appare inoltre come uno dei personaggi del manga e anime Basilisk: I segreti mortali dei ninja (Basilisk - Kouga Ninpou Chou) (in inglese Basilisk: The Kouga Ninja Scrolls).
- È presente anche nel manga Keiji il magnifico di Keichiro Ryu e Tetsuo Hara.
- Egli è uno dei personaggi del manga, divenuto poi anime, Samurai Deeper Kyo.
- È presente anche nel manga Billy Bat di Naoki Urasawa.
- Appare tra i partecipanti all'esame di Hunter nel manga e anime Hunter × Hunter di Yoshihiro Togashi.
- Nel manga ed anime Gintama il personaggio ninja Hattori Zenzou è liberamente ispirato al famoso samurai.
- Un personaggio probabilmente ispirato a Hanzō è presente nel manga e anime Naruto.
- È presente in Yasuke, una serie televisiva anime del 2021, prodotta da MAPPA e diretta da LeSean Thomas e Takeru Satō.

### Videogiochi e giochi di ruolo
- Nel gioco di carte collezionabili Urban Rivals è presente la carta "Hattori" che lo raffigura e che fa parte del clan dei "Fang Ping Clang".
- Hanzō può essere scelto come personaggio nel videogioco Samurai Warriors.
- Hanzō ha un ruolo di primo piano in due serie dei giochi di combattimento della SNK Playmore: Samurai Shodown (Masaki Usui presta la voce ad Hanzo in Samurai Shodown 1, ma da Samurai Shodown 2, Hanzō ha la voce di Toshimitsu Arai, che fa anche la voce di Rugal) e World Heroes (nella quale è chiamato semplicemente Hanzo), ma nonostante SNK crei molti crossover tra i propri giochi facendo pensare che si svolgano nello stesso universo (personaggi da Samurai Shodown e da World Heroes, tra cui lo stesso Hanzo, compaiono insieme nel gioco NeoGeo Battle Coliseum), i due Hanzo appaiono come due persone diverse.
- Un personaggio segreto che si ispira a lui appare in vari giochi della serie Shining Force.
- In World of Warcraft Hanzo's Sword è il nome di un'arma rara.
- Nel videogioco Unepic, tra gli oggetti speciali acquistabili con gli Un, c'è un'arma chiamata "Spada di Hattori Hanzo".
- Nel videogioco d'azione Nioh è presente un personaggio chiamato Hattori Hanzo.
- Nel gioco otome Destiny Ninja è presente un ninja di nome Hattori Hanzo.
- Nel gioco otome Ninja Love è presente un ninja di nome Hattori Hanzo.
- Nel videogioco Overwatch, l'arciere ninja Hanzo è uno dei personaggi giocabili.
- Nel videogioco The Witcher 3 c'è un fabbro di nome Hattori.
- Nel videogioco Code Combat c'è un eroe chiamato Hattori.
- Nel gioco di carte collezionabili Yu-Gi-Oh! Hanzo è una carta dell'archetipo Ninja.